# Achille Le Tonnelier de Breteuil

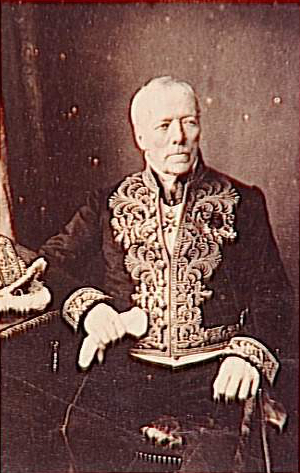
Präfekt Achille Le Tonnelier de Breteuil

Achille Charles Stanislas Le Tonnelier, comte de Breteuil (* 29. März 1781 in Paris; † 3. Juni 1864 ebenda) war ein französischer Politiker und Diplomat.

## Leben
Der aus der französischen Adelsfamilie Le Tonnelier de Breteuil stammende Achille arbeitete nach einem Studium an der École polytechnique  bei der Staatsschuldenverwaltung des Ersten Kaiserreichs in „Mayence“ (Mainz). Als ausgebildeter Diplomat war Achille Le Tonnelier zwischenzeitlich französischer Legationssekretär in Stuttgart. Darüber hinaus war er Prüfer am Conseil d’État. Während und nach dem am 9. April 1809 begonnenen Fünften Koalitionskriegs gegen das Kaisertum Österreich war er Administrator erst der Steiermark, Kärntens und dann der Unterkrain. Er wurde am 9. März 1810 zum Baron des Empire erhoben. Er war Präfekt des Départements Nièvre von November 1810 bis März 1813, Präfekt des Departements der Elbmündungen 1813, Maître des requêtes (vortragender Staatsrat) am Conseil d’État (1815), Präfekt des Départements Eure-et-Loir von 1815 bis 1820, Präfekt des Départements Sarthe von 1820 bis 1822 und Präfekt der Departements Gironde von 1822 bis 1823. Zum Pair von Frankreich wurde er 1824 erhoben. Am 26. Januar 1852 wurde er zum Senator des Zweiten Kaiserreichs ernannt. Achille Le Tonnelier de Breteuil starb am 3. Juni 1864 in Paris.